# Sĩ Sô
Hồ Sĩ Sô hay Sĩ Sô là một phóng viên chiến trường, và là nhân chứng có mặt gần như suốt những năm Việt Nam bị chia cắt đôi miền Bắc – Nam thời Chiến tranh Việt Nam. Ông được mệnh danh là "Người chép sử DMZ bằng ống kính" và là tác giả của nhiều bức ảnh tư liệu có giá trị, đặc biệt là những bức ảnh về sông Bến Hải, cầu Hiền Lương. Sĩ Sô nổi tiếng với những tác phẩm "Toàn cảnh đôi bờ Hiền Lương"" hay "Gửi tấm lòng về Nam"

## Tiểu sử và sự nghiệp
Từ bé, Sĩ Sô đã có năng khiếu về hội họa. Ông đã vẽ nhiều bức tranh về quê hương mình. Từ năm 1964, Sĩ Sô bắt đầu cầm máy ảnh một cách chuyên nghiệp với tư cách là người chụp ảnh của đặc khu Vĩnh Linh.

## Tác phẩm
Sĩ Sô đang giữ khoảng 3.000 cuốn phim, trong đó có gần 2000 cuốn về khu DMZ. Ông cũng là người chứng kiến và ghi lại bằng ảnh nhiều cột mốc quan trọng của Quảng Trị trong chiến tranh. Những cuốn phim thời chiến tranh đã được ông bảo quản bằng cách gói trong lá chuối khô.